# Liverpool Football Club 1982-1983
Questa voce raccoglie le informazioni riguardanti il Liverpool Football Club nelle competizioni ufficiali della stagione 1982-1983.

## Maglie e sponsor
Lo sponsor tecnico per la stagione 1982-1983 è Umbro, mentre lo sponsor ufficiale è Crown Paints.
| Manica sinistra · Manica sinistra · Maglietta · Maglietta · Manica destra · Manica destra · Pantaloncini · Pantaloncini · Calzettoni · Calzettoni |

## Rosa
| N. |                        | Ruolo | Calciatore       |
| -- | ---------------------- | ----- | ---------------- |
|    | Zimbabwe (bandiera)    | P     | Bruce Grobbelaar |
|    | Inghilterra (bandiera) | P     | Bob Wardle       |
|    | Scozia (bandiera)      | D     | Alan Hansen      |
|    | Inghilterra (bandiera) | D     | Alan Kennedy     |
|    | Scozia (bandiera)      | D     | John McGregor    |
|    | Inghilterra (bandiera) | D     | Phil Neal        |
|    | Inghilterra (bandiera) | D     | Phil Thompson    |
|    | Irlanda (bandiera)     | D     | Mark Lawrenson   |
|    | Scozia (bandiera)      | A     | Kenny Dalglish   |
|    | Inghilterra (bandiera) | C     | Craig Johnston   |

| N. |                        | Ruolo | Calciatore       |
| -- | ---------------------- | ----- | ---------------- |
|    | Inghilterra (bandiera) | C     | Sammy Lee        |
|    | Inghilterra (bandiera) | C     | Terry McDermott  |
|    | Scozia (bandiera)      | D     | Steve Nicol      |
|    | Scozia (bandiera)      | C     | Graeme Souness   |
|    | Irlanda (bandiera)     | C     | Ronnie Whelan    |
|    | Inghilterra (bandiera) | A     | David Fairclough |
|    | Inghilterra (bandiera) | A     | Howard Gayle     |
|    | Inghilterra (bandiera) | A     | David Hodgson    |
|    | Galles (bandiera)      | A     | Ian Rush         |

## Risultati

### Charity Shield
| Arbitro: | Ashley |

|          |           |  |
| Rush 32’ | Marcatori |  |

## Statistiche

### Statistiche dei giocatori
| Giocatore     | First Division | First Division | FA Cup+Charity Shield | FA Cup+Charity Shield | EFL Cup  | EFL Cup | Coppa dei Campioni | Coppa dei Campioni | Totale   | Totale |
| Giocatore     | Presenze       | Reti           | Presenze              | Reti                  | Presenze | Reti    | Presenze           | Reti               | Presenze | Reti   |
| ------------- | -------------- | -------------- | --------------------- | --------------------- | -------- | ------- | ------------------ | ------------------ | -------- | ------ |
| K. Dalglish   | 42             | 18             | ?+?                   | ?+?                   | ?        | ?       | ?                  | ?                  | 42+      | 18+    |
| D. Fairclough | 8              | 3              | ?+?                   | ?+?                   | ?        | ?       | ?                  | ?                  | 8+       | 3+     |
| H. Gayle      | 0              | 0              | ?+?                   | ?+?                   | ?        | ?       | ?                  | ?                  | 0+       | 0+     |
| B. Grobbelaar | 42             | -?             | -?+-?                 | ?+?                   | ?        | ?       | ?                  | ?                  | 42+      | 0+     |
| A. Hansen     | 34             | 0              | ?+?                   | ?+?                   | ?        | ?       | ?                  | ?                  | 34+      | 0+     |
| D. Hodgson    | 23             | 4              | ?+?                   | ?+?                   | ?        | ?       | ?                  | ?                  | 23+      | 4+     |
| C. Johnston   | 34             | 7              | ?+?                   | ?+?                   | ?        | ?       | ?                  | ?                  | 34+      | 7+     |
| A. Kennedy    | 42             | 3              | ?+?                   | ?+?                   | ?        | ?       | ?                  | ?                  | 42+      | 3+     |
| M. Lawrenson  | 40             | 5              | ?+?                   | ?+?                   | ?        | ?       | ?                  | ?                  | 40+      | 5+     |
| S. Lee        | 40             | 3              | ?+?                   | ?+?                   | ?        | ?       | ?                  | ?                  | 40+      | 3+     |
| T. McDermott  | 2              | 0              | ?+?                   | ?+?                   | ?        | ?       | ?                  | ?                  | 2+       | 0+     |
| J. McGregor   | 0              | 0              | ?+?                   | ?+?                   | ?        | ?       | ?                  | ?                  | 0+       | 0+     |
| P. Neal       | 42             | 8              | ?+?                   | ?+?                   | ?        | ?       | ?                  | ?                  | 42+      | 8+     |
| S. Nicol      | 4              | 0              | ?+?                   | ?+?                   | ?        | ?       | ?                  | ?                  | 4+       | 0+     |
| I. Rush       | 34             | 24             | ?+?                   | ?+?                   | ?        | ?       | ?                  | ?                  | 34+      | 24+    |
| G. Souness    | 41             | 9              | ?+?                   | ?+?                   | ?        | ?       | ?                  | ?                  | 41+      | 9+     |
| P. Thompson   | 24             | 0              | ?+?                   | ?+?                   | ?        | ?       | ?                  | ?                  | 24+      | 0+     |
| B. Wardle     | 0              | -0             | ?+?                   | -?+-?                 | ?        | ?       | ?                  | ?                  | 0+       | 0+     |
| R. Whelan     | 28             | 2              | ?+?                   | ?+?                   | ?        | ?       | ?                  | ?                  | 28+      | 2+     |